# Miguel Rivero
Miguel Rivero Bonilla (14 marzo 1952) è un ex calciatore cubano.

## Carriera
Con la Nazionale cubana ha partecipato alle Olimpiadi del 1976.